# Chiesa della Madonna Addolorata (Este)
La chiesa della Madonna Addolorata è la parrocchiale di Pilastro, quartiere esterno dell'abitato di Este, in provincia e diocesi di Padova; fa parte del vicariato di Este.

## Storia
Si sa che a Pilastro, all'inizio del Quattrocento, esisteva già da tempo una venerata immagine della Madonna dipinta su una colonnina. Nel 1504 venne eretta una chiesetta in legno per ospitare detta immagine. Accanto alla cappella sorse, ad opera di alcuni padri serviti, un convento. Detto convento fu soppresso nel 1652. Dopo qualche tempo la chiesetta venne costituita curazia autonoma, dipendente dalla pieve di Este. Non è chiaro quando venne costruita l'attuale chiesa, ma si sa che fu consacrata il 1º agosto 1784. 
La chiesa di Pilastro divenne parrocchiale l'8 settembre 1853.

## Interno
Nel presbiterio della chiesa è conservata la già citata icona raffigurante la Madonna col Bambino, che è da sempre oggetto di grande venerazione da parte degli abitanti del paese. L'affresco, che è racchiuso in una cornice settecentesca, realizzata in stucco bianco, venne realizzato da un anonimo nel Quattrocento. Nel giugno del 1491 l'immagine fu oggetto di un miracolo: come alcuni testimoni oculari videro, l'immagine, allora collocata all'interno di un capitello, mutava colore. Il popolo interpretò il fatto come il desiderio della Madonna che fosse eretta in quel luogo una chiesa a lei dedicata.